# Aplastodiscus ehrhardti
Aplastodiscus ehrhardti е вид земноводно от разред Безопашати земноводни (Anura), семейство Дървесници (Hylidae).

## Разпространение и местообитание
Видът съществува ендемично в Бразилия (Парана, Санта Катарина). Разпространен е в екваториални гори, живее в растителност, която расте по бряговете на потоци.

## Размножаване
По време на размножителния период Aplastodiscus ehrhardti се нуждае от вода. Използва малки кухини в почвата, запълнени с вода.

## Природозащитен статут
Видът е незастрашен. Той се среща често в горите, но популацията намалява. Най-големите заплахи за този вид са обезлесяването (водещо до загуба на местообитания) и водната интоксикация.